# سفعة (مكيراس)

تعديل مصدري - تعديل

سفعة هي إحدى قرى عزلة مكيراس بمديرية مكيراس التابعة لمحافظة البيضاء، بلغ تعداد سكانها 93 نسمة حسب تعداد اليمن لعام 2004.